# Кяблис, Кястутис
Кястутис Кяблис (лит. Kęstutis Keblys; род. 2 марта 1976, Аникщяй) — литовский гребец, выступавший за сборную Литвы по академической гребле в 1997—2007 годах. Участник летних Олимпийских игр в Афинах.

## Биография
Кястутис Кяблис родился 2 марта 1976 года в городе Аникщяй Литовской ССР.
Занимался академической греблей в Каунасе в клубах Yriai и Gaja.
Впервые заявил о себе в гребле на международной арене в сезоне 1997 года, выступив в парных двойках на молодёжном Кубке наций в Милане.
В 2001 году вошёл в основной состав литовской национальной сборной и принял участие в чемпионате мира в Люцерне, где в зачёте парных двоек стал восьмым.
В 2002 году в парных двойках стартовал на этапах Кубка мира в Люцерне и Мюнхене, закрыл десятку сильнейших на мировом первенстве в Севилье.
В 2003 году в той же дисциплине соревновался на этапах Кубка мира в Милане и Люцерне, занял 11 место на чемпионате мира в Милане.
Благодаря череде удачных выступлений удостоился права защищать честь страны на летних Олимпийских играх 2004 года в Афинах — в программе двоек парных вместе с партнёром по команде Эйнарасом Шяудвитисом сумел квалифицироваться лишь в утешительный финал С и расположился в итоговом протоколе соревнований на 14 строке.
После афинской Олимпиады Кяблис остался в составе гребной команды Литвы и продолжил принимать участие в крупнейших международных регатах. Так, в 2006 году в парных двойках он стартовал на этапах Кубка мира в Мюнхене и Познани, а также на мировом первенстве в Итоне, где занял итоговое 12 место.
В 2007 году в той же дисциплине отметился выступлениями на этапах Кубка мира в Линце-Оттенсхайме и Люцерне, показал 17 результат на чемпионате мира в Мюнхене.
Впоследствии занимался тренерской деятельностью, работал в Федерации гребли Литвы.